# Mészöly Gábor
Mészöly Gábor (1940. május 22. – 2021. szeptember 23.) magyar író, dramaturg.

## Életpályája
Pályáját rövid kitérőt követően (rakodómunkás, esztergályos) kulturális újságíróként kezdte, ezután a Mafilm Katonai Stúdió dramaturgja (1976–1978), majd  a Honvéd Együttes dramaturgja és  színész tagozatának vezetője (1978–2007),  közben a megújult Esztergomi Várszínház alapító művészeti vezetője (1990–1994) és a Budavári Nyár művészeti igazgatója (2005–2006), majd ismét a  Honvéd Együttes dramaturgja (2009–2012). 
Színpadi szerzőként a  hetvenes évek végén a Vidám Színpad kabaréiban mutatkozott be, ezután számos, különböző műfajú színpadi műve került bemutatásra. Írt filmforgatókönyveket, közreműködött jelentős televíziós munkákban-sorozatokban és több kulturális nagyrendezvény ötletgazdája volt.  Felfedezője  és elindítója volt Zemlényi Zoltánnak és Böszörményi Gyulának, utóbbival közösen írt Kucó című monodrámája az Edinburghi Fringe Fesztiválon (2006), mint a fesztivál történetének első magyar nyelvű előadása került színre.

## Családja
Színházi családban született, dédapja Ditrói Mór, a Vígszínház alapító művészeti igazgatója. Nagyapja Milch Ármin komáromi fakereskedő. Szülei Mészöly Tibor (1908–1999) színész, dramaturg, színházigazgató és Ditrói Ilona (1909–1996) színésznő. Első felesége Mészöly (Pergely) Katalin opera-énekesnő volt, közös gyermekük Tamás; második felesége Simon Mari színésznő.

## Színművei
- A szélhámoskirály,  zenés vígjáték (Fővárosi Operett Színház  /1985/, rendező Kerényi Miklós Gábor; Békéscsabai Jókai Színház /1987/, rendező Balogh Gábor)
- Hoppárézimi, színmű (Madách Kamaraszínház /1990/,  rendező Huszti Péter; Székesfehérvári Vörösmarty Színház /2003/, rendező Kuna Károly)
- Áni Máni, mesejáték (Székesfehérvári Vörösmarty Színház /1993/, rendező Novák Ferenc;  Nagyváradi Szigligeti Színház /2011/, rendező Tóth Tünde)
- Szerencsemalac, zenés vígjáték (Székesfehérvári Vörösmarty Színház /1995/, rendező Bodrogi Gyula)
- Az aranyember, dramatizálás, dalszövegek (Komáromi Jókai színház /1996/, rendező Bor József)
- Balassi, történelmi fikciós játék (Esztergomi Várszínház, Gyulai Várszínház /1997/, rendező Iglódi István)
- Kucó, monodráma (Komédium /1997/, Új Színház, Budapesti Kamaraszínház, rendező Radó Gyula)
- A lovagkirály, szertartásjáték (Honvéd Együttes /2001/, rendező Vándorfi László)
- Don Q, táncjáték – forgatókönyv (Nemzeti Táncszínház /2004/, Botafogo Táncegyüttes, rendező Dalotti Tibor)
- Karul, történelmi játék (Egri Gárdonyi Géza Színház /2005/ felolvasó színház,  rendező Blaskó Balázs)
- Sakk, táncjáték – forgatókönyv (Thália Színház /2009/,  Botafogo Táncegyüttes, rendező Dalotti Tibor)
- A Guru, zenés játék – script /Sándor Annával/ és dalszöveg (Spinoza Színház /2009/, rendező Fischer Gábor)
- Mester és Zuriel, táncjáték – forgatókönyv (Nemzeti Táncszínház /2011/,  Botafogo Táncegyüttes, rendező Dalotti Tibor)
- Somnakaj,  etno ballada – alapján készült az azonos című roma sorsjáték (Művészetek Palotája /2014/, Budapesti Tavaszi Fesztivál)
- Emlék és varázslat, dokumentumjáték (Holokauszt Emlékközpont /2014/, rendező Radó Gyula)
- A bőrönd és ők – Kabaré a pokolban (Spinoza Színház /2015/, rendező Radó Gyula)

## Játékfilmek
- Szerelmes szívek, forgatókönyv (1991) , rendező Dobray György
- Bánk bán,  operafilm, forgatókönyv (2002), rendező Káel Csaba

## Televíziós munkák
Mintegy 300 tévés produkcióban sorozatszerkesztő, forgatókönyvíró

## Könyvek
- Írószemmel/1978,  antológia (Kossuth  Könyvkiadó, 1979)
- Hoppárézimi! ZZ's diary. Játék két részben. Zemlényi Zoltán naplója alapján írta Mészöly Gábor; Madách Színház, Bp., 1990 (Madách Színház műhelye)
- A legendás Honvéd Együttes igaz története (Honvéd Együttes,  1999)
- Honvéd Együttes 70 – Művészet és történelem (Zrinyi Kiadó, 2019)

## Díjai, elismerései
- Magyar Írószövetség és HM irodalmi pályázatának II. díja (1999)
- Egri Gárdonyi Géza Színház jubileumi drámapályázatának II. díja (2005)
- Jósika Miklós irodalmi díj (2006)

## Származása
| Mészöly Gábor (Budapest, 1940. máj. 22.– 2021. szept. 23.) író, dramaturg | Apja: Mészöly Tibor Ignác (1953-ig Milch) (Komárom, 1908. febr. 19.– Budapest, 1999. szept. 3.) színész, dramaturg, műfordító | Apai nagyapja: Milch Ármin (Újszőny, 1873. jan. 26.– Budapest, 1922. dec. 2.) fatermelő          | Apai nagyapai dédapja: Milch Emánuel fakereskedő |
| Mészöly Gábor (Budapest, 1940. máj. 22.– 2021. szept. 23.) író, dramaturg | Apja: Mészöly Tibor Ignác (1953-ig Milch) (Komárom, 1908. febr. 19.– Budapest, 1999. szept. 3.) színész, dramaturg, műfordító | Apai nagyapja: Milch Ármin (Újszőny, 1873. jan. 26.– Budapest, 1922. dec. 2.) fatermelő          | Apai nagyapai dédanyja: Spitzer Franciska |
| Mészöly Gábor (Budapest, 1940. máj. 22.– 2021. szept. 23.) író, dramaturg | Apja: Mészöly Tibor Ignác (1953-ig Milch) (Komárom, 1908. febr. 19.– Budapest, 1999. szept. 3.) színész, dramaturg, műfordító | Apai nagyanyja: Neuberger Jozefin (Jászberény, 1880. nov. 9.– Budapest, 1942. febr. 4.)          | Apai nagyanyai dédapja: Neuberger Adolf fanagykereskedő                                                                                             |
| Mészöly Gábor (Budapest, 1940. máj. 22.– 2021. szept. 23.) író, dramaturg | Apja: Mészöly Tibor Ignác (1953-ig Milch) (Komárom, 1908. febr. 19.– Budapest, 1999. szept. 3.) színész, dramaturg, műfordító | Apai nagyanyja: Neuberger Jozefin (Jászberény, 1880. nov. 9.– Budapest, 1942. febr. 4.)          | Apai nagyanyai dédanyja: Schlesinger Janka |
| Mészöly Gábor (Budapest, 1940. máj. 22.– 2021. szept. 23.) író, dramaturg | Anyja: Ditrói Ilona (1897-ig Himmelstein) (Szeged, 1909. jún. 14.– Budapest, 1996. jún. 10.) színésznő                        | Anyai nagyapja: Ditrói Nándor (1876.– Budapest, 1941. júl. 31.) felsőkereskedelmi iskolaigazgató | Anyai nagyapai dédapja: Ditrói Mór (1915-ig Himmelstein Móric) (Kolozsvár, 1851. okt. 5.– Budapest, 1945. febr. 16.) rendező, színigazgató, színész |
| Mészöly Gábor (Budapest, 1940. máj. 22.– 2021. szept. 23.) író, dramaturg | Anyja: Ditrói Ilona (1897-ig Himmelstein) (Szeged, 1909. jún. 14.– Budapest, 1996. jún. 10.) színésznő                        | Anyai nagyapja: Ditrói Nándor (1876.– Budapest, 1941. júl. 31.) felsőkereskedelmi iskolaigazgató | Anyai nagyapai dédanyja: Eibenschütz Mari Szekszárd, 1856. aug. 8.– Budapest, 1938. aug. 10.) színésznő                                             |
| Mészöly Gábor (Budapest, 1940. máj. 22.– 2021. szept. 23.) író, dramaturg | Anyja: Ditrói Ilona (1897-ig Himmelstein) (Szeged, 1909. jún. 14.– Budapest, 1996. jún. 10.) színésznő                        | Anyai nagyanyja: Bodor Ilona (Kolozsvár, 1884. jún. 5.– Budapest, 1966. aug. 3.)                 | Anyai nagyanyai dédapja: Bodor Antal ügyvéd |
| Mészöly Gábor (Budapest, 1940. máj. 22.– 2021. szept. 23.) író, dramaturg | Anyja: Ditrói Ilona (1897-ig Himmelstein) (Szeged, 1909. jún. 14.– Budapest, 1996. jún. 10.) színésznő                        | Anyai nagyanyja: Bodor Ilona (Kolozsvár, 1884. jún. 5.– Budapest, 1966. aug. 3.)                 | Anyai nagyanyai dédanyja: szárazajtai Incze Ida (1853– Szeged, 1914. dec. 29.)                                                                      |